# Andrea Benvenuti
Andrea Benvenuti (13. prosince 1969, Negrar) je bývalý italský atlet, běžec, který se věnoval středním tratím, zejména půlce, mistr Evropy z roku 1994.
V roce 1992 se stal mistrem Itálie na 800 metrů, v olympijském finále na této trati v Barceloně doběhl pátý. V této sezóně zaběhl také svůj nejlepší čas na 800 metrů – 1:43,92. Životním úspěchem se pro něj stal titul mistra Evropy v této disciplíně v roce 1994.